# Randy Bachman

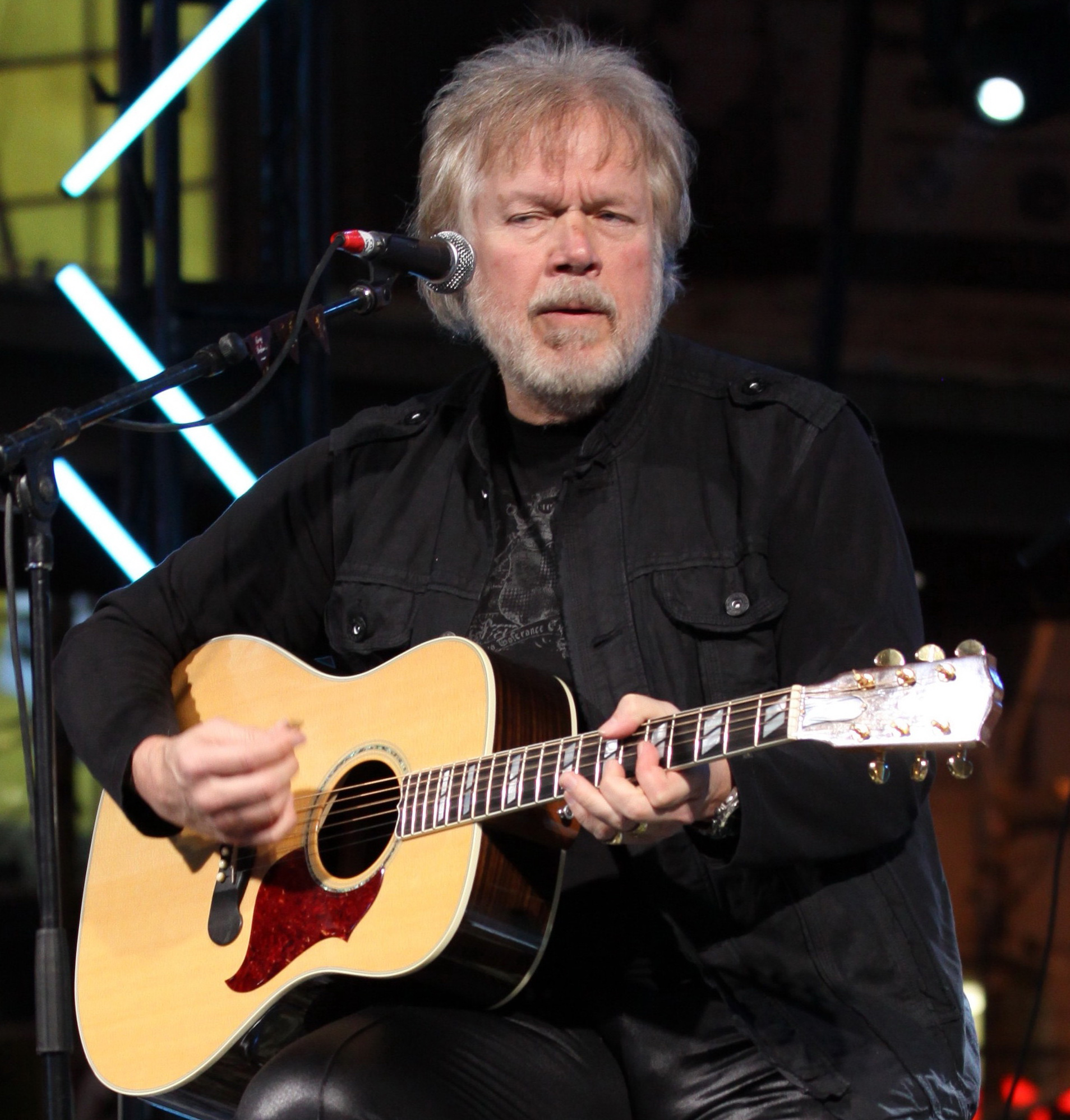
Randy Bachman, 2009

Randy Bachman (ur. 27 września 1943) – kanadyjski muzyk rockowy, gitarzysta.
Bachman urodził się w Winnipeg w Manitobie. Karierę muzyka rozpoczął w grupie Chad Allen and the Expressions, z której ostatecznie wyewoluowała bardzo popularna w Kanadzie i znana na świecie grupa The Guess Who. W grupie pełnił rolę prowadzącego gitarzysty. Wraz z Burtonem Cumingsem był kompozytorem większości wielkich przebojów zespołu. Już w czasie współpracy z The Guess Who rozpoczął karierę solową. Grupę tę opuścił w 1977, by założyć inny popularny zespół Bachman-Turner Overdrive. W 1979 założył, lecz już bez większego sukcesu inną grupę Ironhorse. Od tego czasu dzielił swój czas między karierę solową a pracę w na przemian reaktywowanych The Guess Who i BTO. W 2005 wystąpił na kanadyjskiej scenie Live 8.

## Dyskografia
- 1970: Axe
- 1978: Survivor
- 1993: Any Road
- 1995: Merge